# Afghanodesmatidae
De Afghanodesmatidae zijn een familie van uitgestorven tweekleppigen uit de orde Afghanodesmatida.